# ジニトロイミダゾール
| ジニトロイミダゾール | ジニトロイミダゾール |
| -------------------- | -------------------- |
|                      |                      |
| IUPAC名              | 2,4-dinitroimidazole |
| 別名                 | DNI                  |
| 分子式               | C3H2N4O4             |
| 分子量               | 158.073 g/mol        |
| CAS登録番号          | [5213-49-0]          |
| 密度と相             | 1.781 g/cm3,         |
| 爆薬としての性質     |                      |
| 摩擦感度             | 非常に低い           |
| 衝撃感度             | 非常に低い           |
| 危険性               |                      |

ジニトロイミダゾール(英：Dinitroimidazoles、略称:DNI)とは低感度爆薬の一種である。
イミダゾールにニトロ基が2個ついた形をしている。
1,4-dinitroimidazole体も存在するが爆薬として使用できるのは2,4-dinitroimidazoleだけである。
そのため、区別して24DNIと呼ぶこともある。

## 結晶構造
4,5-ジニトロイミダゾール分子は単斜晶系 P21/n（#14）の中の2つの結晶学的にユニークな分子で結晶している。
- a = 11.5360(8) Å
- b = 9.071(1) Å
- c = 11.822(1) Å
- ß = 107.640(6)
- Z = 8

分子間結合は、2つの異なる水素結合によって結ばれるac方向でほぼ正しい位置に置かれ、無限の一次元の連鎖から成る
- {rm [N(1)-hbox{-}H(1)cdots N(31)}
- {rm N(11)-H(11)cdots N(3)]}.

横の方向では、鎖の分子間結合によって保たれる。